# 18 aprilie
ianuarie • februarie • martie  • aprilie  • mai  • iunie  • iulie  • august  • septembrie  • octombrie  • noiembrie  • decembrie
18 aprilie este a 108-a zi a calendarului gregorian și ziua a 109-a în anii bisecți. Mai sunt 257 de zile până la sfârșitul anului.

## Evenimente

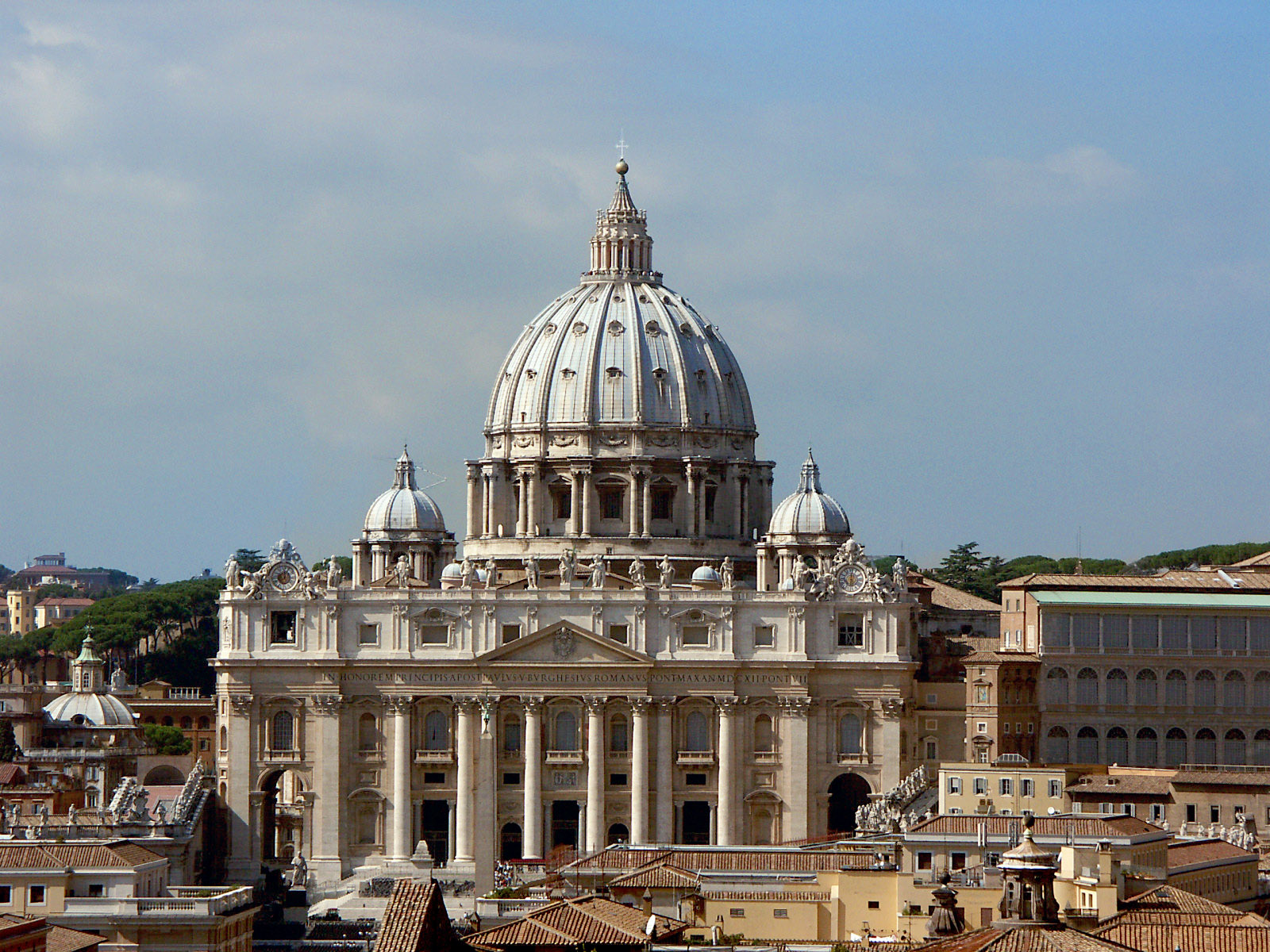
1506: Începe construcția bazilicii Sfântul Petru din Roma sub domnia lui Iulius al II-lea.

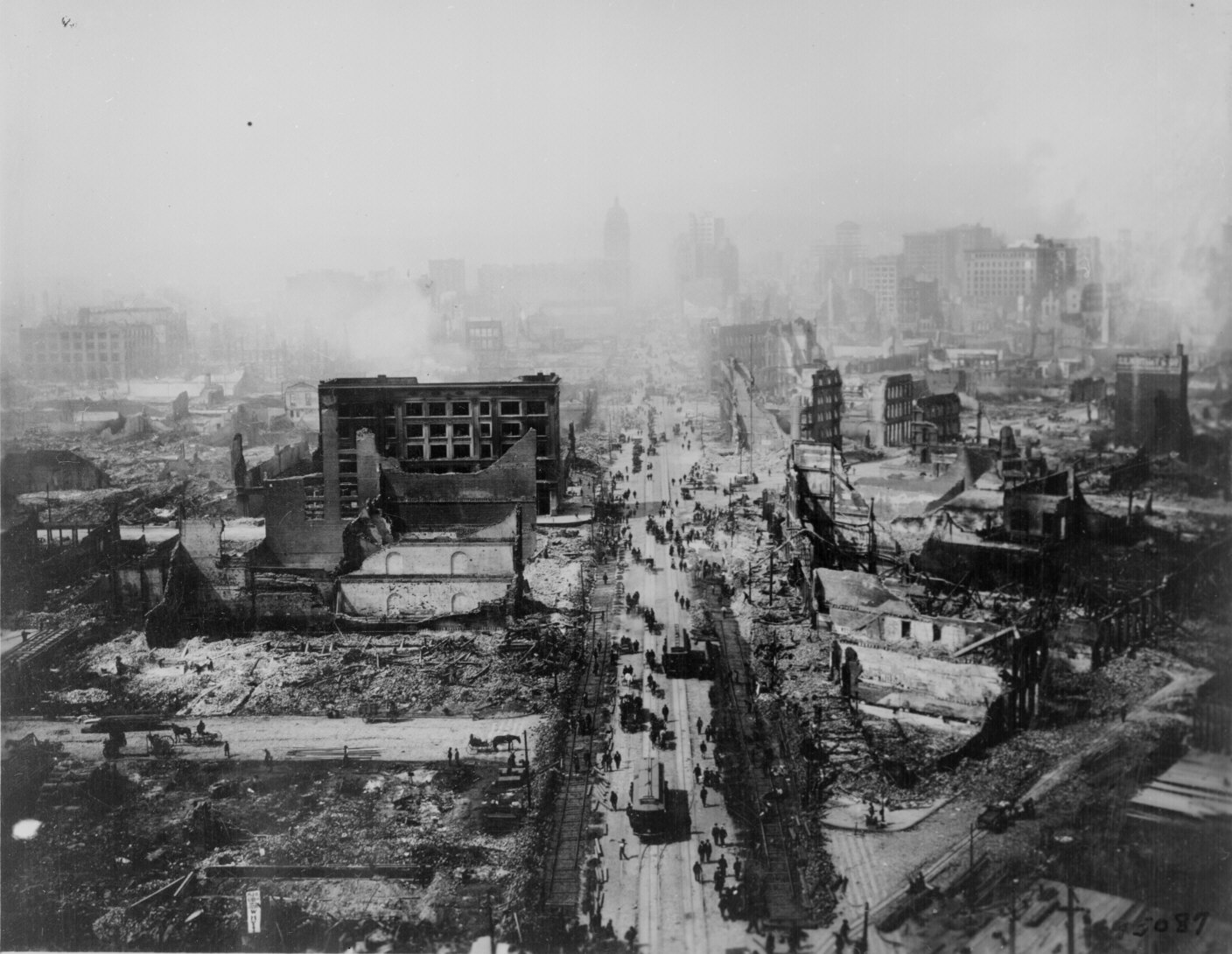
1906: Un cutremur cu o magnitudine de 7,8 grade pe scara Richter distruge mare parte din orașul San Francisco, California.

- 1506: Începe construcția bazilicii Sfântul Petru din Roma sub domnia lui Iulius al II-lea.
- 1848: Are loc adunarea politică a românilor ardeleni de la Blaj.
- 1878: La București, a fost încheiată o Convenție comercială româno-elenă.
- 1897: A fost încheiată o Convenție comercială între România și Olanda.
- 1906: Orașul San Francisco este grav afectat de cutremurul din 1906, cu o magnitudine de 7,8 grade pe scara Richter.
- 1909: Ioana d'Arc este beatificată la Roma.
- 1912: Vasul RMS Carpathia ajunge la New York cu 706 supraviețuitori ai dezastrului Titanic.
- 1922: România a semnat, alături de alte state, o notă adresată Germaniei, prin care protesta împotriva semnării Tratatului de la Rapallo, din 16 aprilie 1922, care încălca prevederile Tratatului de la Versailles.
- 1931: Formarea guvernului condus de Nicolae Iorga.
- 1941: Al Doilea Război Mondial: Aviația SUA bombardează Tokio, Yokohama și Nagoya.
- 1941: Franța părăsește Societatea Națiunilor.
- 1945: A fost fondată echipa de fotbal UTA.
- 1946: Liga Națiunilor se dizolvă fiind înlocuită de ONU.
- 1947: Guvernul britanic hotărăște reluarea relațiilor comerciale cu România, după cel de-al Doilea Război Mondial.
- 1949: Irlanda părăsește Commonwealth–ul și devine o republică independentă.
- 1951:  A fost înființată Comunitatea Europeană a Cărbunelui și Oțelului, primul pas către viitoarea Uniune Europeană.
- 1966: Mao Zedung lansează conceptul de Marea Revoluție Culturală Proletară. China intră într–o fază de haos și teroare.
- 1980: Rebublica Zimbabwe își proclamă independența.
- 1982: A fost hotarâtă, prin decret guvernamental, schimbarea denumirii capitalei Republicii Zimbabwe din Salisbury în Harare.
- 1994: A fost adoptat Legea impozitului pe venitul agricol.
- 1996: Miniștrii Apărării ai României și Ucrainei, Gheorghe Tinca și Valeri Șmarov, au semnat un Protocol privind dezvoltarea colaborării între Ministerul Apărării din România și cel din Ucraina.
- 1996: Senatul României a ratificat Convenția europeană pentru reprimarea terorismului, prin care era reglementată procedura extrădării persoanelor care sunt căutate pentru acte de terorism.
- 2001: Camera Deputaților din România a adoptat textul legii privind accesul liber la informațiile de interes public.
- 2002: Fostul rege al Afganistanului, Mohammad Zaher Shah, s-a întors la Kabul, după 29 de ani de exil la Roma.
- 2007: Google a lansat un instrument pentru protecția drepturilor de autor, denumit Claim your content.

## Nașteri
- 1480: Lucrezia Borgia, fiica papei Alexandru al VI-lea (d. 1519)
- 1590: Ahmed I, sultan al Imperiului Otoman (d. 1617)
- 1817: Eugène Battaille, pictor francez (d. 1882)
- 1838: Paul Emile Lecoq de Boisbaudran, chimist francez
- 1882: Leopold Stokowski, dirijor american (d. 1977)
- 1846: Nicolae Densușianu, istoric român (d. 1911)

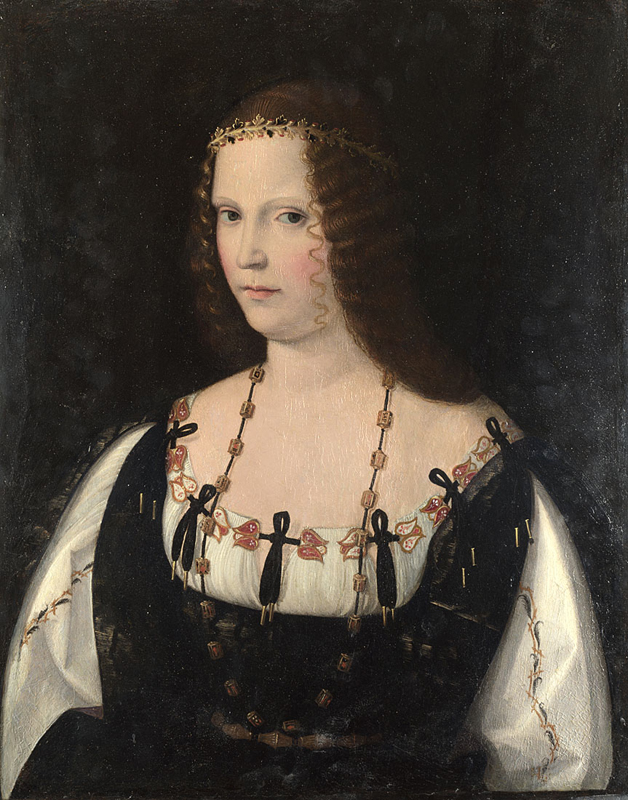
Lucrezia Borgia, fiica papei Alexandru al VI-lea
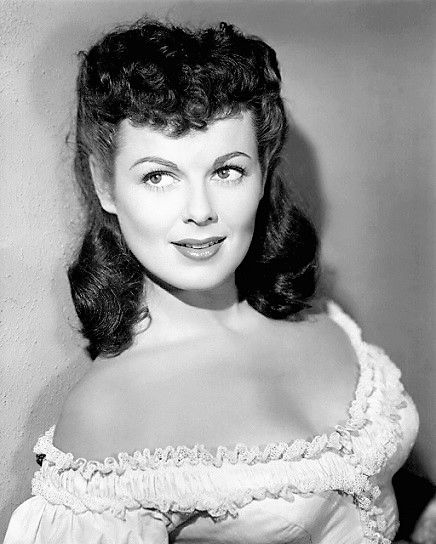
Barbara Hale, actriță americană
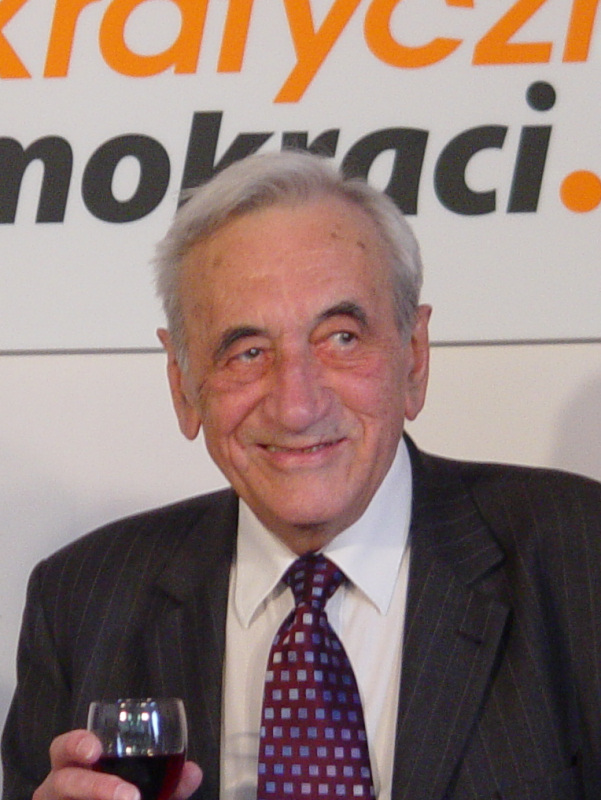
Tadeusz Mazowiecki, scriitor,  prim-ministru al Poloniei

- 1858: Thérèse Glaesener-Hartmann, pictoriță luxemburgheză (d. 1923)
- 1898: Juan Iliesco, șahist argentinian (d. 1968)
- 1905: George H. Hitchings, chimist american, laureat al premiului Nobel (d. 1998)
- 1917: Frederica de Hanovra, soția regelui Paul I al Greciei (d. 1981)
- 1921: Jean Richard, actor francez (d. 2001)
- 1922: Barbara Hale, actriță americană (d. 2017)
- 1927: Samuel Phillips Huntington, politolog american (d. 2008)
- 1927: Tadeusz Mazowiecki,  scriitor, ziarist, filantrop, prim-ministru al Poloniei (d. 2013)
- 1929: Ion Voinescu, fotbalist român (d. 2018)
- 1946: Cristian Mandeal, dirijor și pianist român
- 1952: Eugen Cristea, actor român de teatru și film
- 1955: Adrian Sârbu, om de afaceri
- 1970: George Băeșu, politician român
- 1979: Kourtney Kardashian, personalitate TV americană

## Decese
- 1690: Ducele Carol al V-lea de Lorena (n. 1643)
- 1802: Erasmus Darwin, doctor și botanist englez (n. 1731)
- 1873: Justus von Liebig, chimist german (n. 1803)
- 1898: Gustave Moreau, pictor simbolist francez (n. 1826)
- 1935: Panait Istrati, scriitor român (n. 1884)

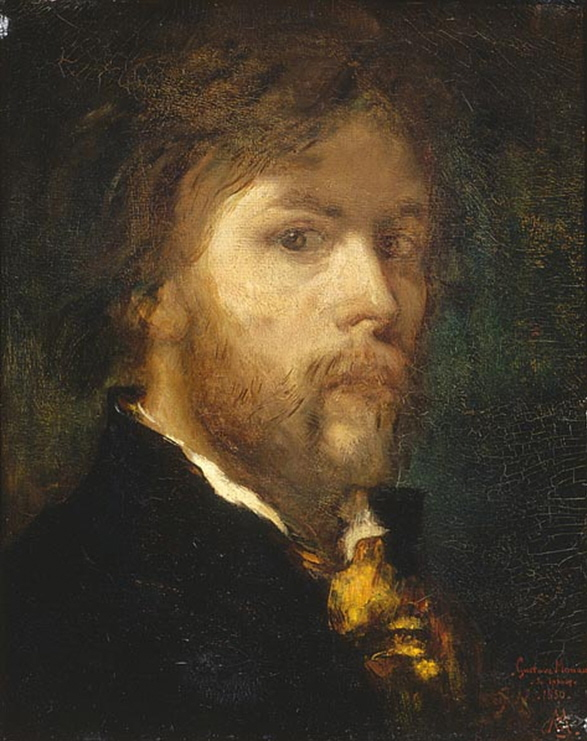
Gustave Moreau, pictor simbolist francez
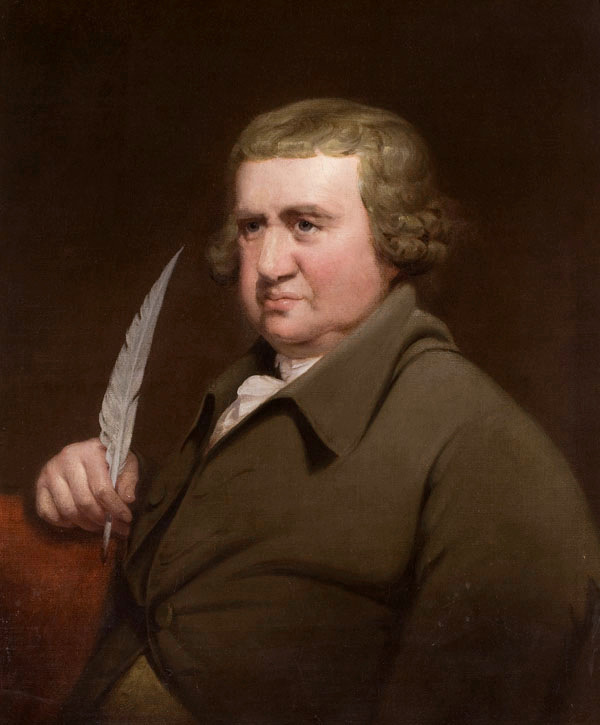
Erasmus Darwin, botanist, doctor englez, bunicul lui Charles Darwin
Albert Einstein, fizician germano-american, laureat Nobel

- 1936: Ottorino Respighi, compozitor italian (n. 1879)
- 1940: Lajos Ady, scriitor, istoric literar, pedagog maghiar (n. 1877)
- 1945: Wilhelm de Wied, Prinț al Albaniei (n. 1876)
- 1945: John Ambrose Fleming, fizician englez (n. 1849)
- 1947: Jozef Tiso, om politic slovac (n. 1887)
- 1955: Albert Einstein, fizician germano-american, laureat al Premiului Nobel (n. 1879)
- 1959: Irving Cummings, actor, regizor, producător și scenarist american de film (n. 1888)
- 1990: Frédéric Rossif, regizor francez (n. 1922)
- 2001: Eugen Crăciun, pictor și grafician român (n. 1922)
- 2002: Thor Heyerdahl, explorator norvegian (n. 1914)
- 2003: Emil Loteanu, regizor moldovean, regizor filmului Șatra (n. 1936)
- 2022: Hermann Nitsch, artist austriac (n. 1938)
- 2023: Iulia Marin, ziaristă română (n. 1990)
- 2025: Julieta Szönyi, actriță română de teatru și film (n. 1949)

## Sărbători
- Ziua mondială a radioamatorismului
- Ziua internațională pentru conservarea monumentelor
- Zimbabwe: Sărbătoare națională. Proclamarea independenței (1980)